# Bogdan Pătrașcu
Bogdan Pătrașcu este un deputat român în legislatura 1990-1992, ales în județul Dâmbovița pe listele partidului FSN.